# Muerte de George Floyd
La muerte de George Floyd ocurrió el 25 de mayo de 2020 en el vecindario de Powderhorn, en la ciudad estadounidense de Mineápolis, como resultado de un abuso policial. En pocos días, el hecho generó una oleada de indignación y protestas a lo largo del país en contra de la brutalidad policial, racismo, la xenofobia y los abusos hacia ciudadanos afroestadounidenses. Las protestas también se extendieron a otras ciudades del mundo.

## Biografía de George Floyd
George Perry Floyd Jr. nació el 14 de octubre de 1973 en Fayetteville (Carolina del Norte) y fue criado en Cuney Homes del Tercio Ward de Houston, Texas. Amigos y familiares lo llamaban Perry y era visto como un «gigante amable». Se dice que Floyd medía entre 6' 4" (1.93 m) y 6' 6" (2 m) de alto.
En 1997, a los 23 años, Floyd fue arrestado por dar menos de un gramo de cocaína a otra persona y fue sentenciado a seis meses de cárcel. Al año siguiente, fue arrestado dos veces por robo y sentenciado a 10 meses y 10 días, respectivamente. En 2001, Floyd fue arrestado y sentenciado a 15 días de prisión por no proporcionar su nombre, dirección o fecha de nacimiento a un agente de policía. Entre 2002 y 2005, fue arrestado cuatro veces más: dos veces por poseer menos de un gramo de cocaína, una por dar menos de un gramo de cocaína a otra persona y otra por allanamiento criminal. Fue sentenciado a un total de aproximadamente 30 meses en la cárcel por esos cuatro delitos. Finalmente, en 2009, fue condenado a 5 años de prisión tras admitir un robo a mano armada en una casa habitada por una mujer y un recién nacido, siendo liberado condicionalmente en 2013.
Jugó en los equipos de baloncesto y fútbol americano en la Escuela Preparatoria Yates, y asistió a la Universidad Comunitaria de Florida del Sur durante dos años, en los que jugó en su equipo de baloncesto. Regresó a Houston, donde se convirtió en un personalizador de automóviles y se unió al grupo de hip hop Screwed Up Click. Tras una condena por robo a mano armada en 2007, aceptó un acuerdo de culpabilidad en 2009 por cinco años de prisión. Después de su liberación, se involucró en un ministerio local, Resurrection Houston.
En 2014, se mudó a Minnesota, donde trabajó como camionero y vigilante de seguridad en un restaurante. En 2017 filmó un vídeo contra la violencia de las armas de fuego. En 2020 perdió su trabajo de seguridad debido a la pandemia de COVID-19. En marzo fue hospitalizado por sobredosis de drogas.
Tuvo cinco hijos, incluyendo dos hijas en Houston, con las edades de 6 y 22 años, y un hijo adulto en Bryan, Texas.

## Fallecimiento
Murió por asfixia provocada por el agente Derek Chauvin (declarado culpable de homicidio el día 20 de abril de 2021), quien tras esposarlo y ponerlo boca abajo, y con la ayuda de los agentes Thomas Lane y J. Alexander Kueng, lo presionó contra el pavimento con su rodilla apoyada sobre el cuello de George Floyd durante 8 minutos y 46 segundos. Floyd, mientras era detenido, repitió varias veces que no podía respirar. Mientras esto sucedía, el agente Tou Thao, también presente en la escena, se limitaba a observar y controlar a los presentes. El suceso fue grabado con los teléfonos móviles de los presentes y difundido en diversas redes sociales. Los cuatro agentes involucrados fueron despedidos al día siguiente.
En el arresto, Chauvín empleó una técnica descrita en los manuales instructivos de la policía de Minneapolis, y que estaba autorizada desde al menos ocho años antes.
Según la autopsia, Floyd tenía al fallecer: fentanilo, metanfetamina, cannabinoides, COVID-19, cardiopatía, e hipertensión arterial.
Floyd fue arrestado por intentar hacer una compra a Christopher Martin con un supuesto billete falso de 20 dólares en una tienda de comestibles.
A solicitud del Departamento de Policía de Mineápolis, el FBI realizó una investigación federal de derechos civiles respecto a este incidente. Paralelamente, la Oficina de Aprehensión Criminal de Minesota abordó la investigación de posibles violaciones de los estatutos estatales.
A consecuencia del fallecimiento de Floyd, se llevaron a cabo una serie de manifestaciones, las cuales empezaron en Mineápolis y se extendieron por todo el país. En un principio, las manifestaciones y protestas fueron pacíficas. Luego, parte de los manifestantes vandalizaron un recinto policial y un AutoZone, e incendiaron, saquearon y dañaron restaurantes y tiendas de los alrededores, como sucursales de Wendy's, Target y Dollar Tree. La policía respondió utilizando gases lacrimógenos y balas de goma contra los manifestantes.

## Oficiales de policía involucrados

### Derek Chauvin
Derek Michael Chauvin, de 46 años, fue identificado como el agente que inmovilizó en el suelo a George Floyd y lo asfixió arrodillándose sobre su cuello. Trabajaba en el Departamento de Policía de Mineápolis desde 2001. Contaba con 18 quejas en su registro, dos de las cuales terminaron en medidas disciplinarias por parte del departamento y entre las que se incluían cartas oficiales por represión. Estuvo involucrado en tres tiroteos, uno de ellos con víctimas mortales. El 29 de mayo de 2020, Chauvin fue arrestado y puesto bajo custodia. Fue acusado de homicidio en tercer grado y de homicidio involuntario. El fiscal aumentó los cargos de homicidio en tercer grado a segundo grado. El 20 de abril de 2021 fue declarado culpable por todos los cargos, homicidio accidental, homicidio no intencional con desprecio por la vida y homicidio no intencional en la comisión de delito grave.

### Tou Thao
Cursó la academia de policía en 2009 y consiguió un trabajo a tiempo completo en 2012. En 2019 fue demandado por brutalidad policial, asunto que fue resuelto fuera de los tribunales por 25 000 dólares.

### Otros agentes
Los otros dos agentes implicados, identificados el 27 de mayo como Thomas Lane y J. Alexander Kueng, también fueron despedidos. Ninguno contaba con quejas en su registro.

## Eventos

### Declaraciones iniciales de la policía y los paramédicos
Poco después de las 8:00 p. m. del 25 de mayo, el Departamento de Policía de Mineápolis respondió a una llamada de "falsificación en proceso" en la Avenida Chicago en la localidad de Powdernhorn. De acuerdo con el Canal WCCO-TV, Floyd había tratado de usar documentos falsificados en una "tienda deli". Según el copropietario de Cup Foods, Floyd había intentado pagar con un billete de 20 dólares que un miembro del personal habría identificado como una falsificación. La policía declaró que Floyd se encontraba en un auto cercano bajo la influencia de drogas, un portavoz del departamento de policía mencionó que los agentes le ordenaron bajar del vehículo, y que Floyd había opuesto resistencia.
Según la policía de Mineápolis, los agentes lograron esposar a Floyd y notaron que podría tener problemas de salud. Los agentes habían llamado a una ambulancia. Un comunicado de la policía de Mineápolis declaró que "no se usaron armas en el arresto".
Según el Departamento de Bomberos de Mineápolis, los paramédicos habían trasladado a Floyd mientras le realizaban compresiones en el pecho y otras medidas de primeros auxilios. Floyd ingresó al Centro Médico Hennepin County, donde fue declarado muerto.

### Autopsias

#### Hallazgos del forense del condado de Hennepin
El 26 de mayo de 2020, una autopsia fue realizada al cuerpo de Floyd por el médico forense del condado de Hennepin.
El 29 de mayo, la denuncia penal contra Chauvin fue liberada públicamente por la Oficina del Fiscal del Condado de Hennepin. Con el informe completo del médico forense del condado de Hennepin aún no publicado en ese momento, la denuncia penal en su lugar citó «conclusiones preliminares» del médico forense del condado de Hennepin. Se citó que los resultados preliminares de la autopsia «no revelaban hallazgos físicos que respaldaran un diagnóstico de asfixia traumática o estrangulación», pero se encontró que Floyd sufría de enfermedad de las arterias coronarias y enfermedad cardíaca hipertensiva. Además, se tuvo con la autopsia la especulación de que los «efectos combinados de que Floyd fuera restringido por la policía, sus condiciones de salud subyacentes y cualquier posible intoxicante en su sistema probablemente contribuyeron a su muerte».
El 1 de junio, el médico forense del condado de Hennepin emitió los «hallazgos finales» de la autopsia, que clasificó la muerte de Floyd como un homicidio, causado por «un paro cardiopulmonar mientras era retenido» por agentes policíacos que habían puesto a Floyd a "sometimiento" y "compresión del cuello". También se hicieron notar otras «afecciones significativas»: enfermedad cardíaca arteriosclerótica, enfermedad cardíaca hipertensiva, intoxicación de fentanilo y uso reciente de metanfetamina.

#### Autopsia privada
El 29 de mayo, el médico Michael Baden dijo que había sido requerido por la familia de Floyd para llevar a cabo una autopsia privada en el cuerpo de Floyd. Baden es patólogo y ex médico forense jefe de la ciudad de Nueva York, quien también realizó una segunda autopsia al cuerpo de Eric Garner. El 30 de mayo, el equipo legal de la familia de Floyd, confirmó que habían contratado a Baden y también a Allecia Wilson para llevar a cabo una autopsia. Wilson es el director de autopsias y servicios forenses en la Facultad de Medicina de la Universidad de Míchigan.
El 31 de mayo, se realizó una autopsia privada encargada por la familia de Floyd. El 1 de junio, Wilson dijo el hallazgo de la autopsia, declaró que «la evidencia es consistente con la asfixia mecánica como la causa» de la muerte de Floyd, y que la muerte fue un homicidio. Baden dijo que Floyd murió de «asfixia debido a la compresión del cuello», que afectó el «flujo sanguíneo y el oxígeno que ingresa al cerebro», y también por la «compresión de la espalda, que interfirió con la respiración». Baden dijo que Floyd «no tenía ningún problema médico subyacente que causara o contribuyera a su muerte», y también dijo que «no era cierto» que poder hablar demostrase que alguien pudiese respirar adecuadamente.

## Vídeos del arresto

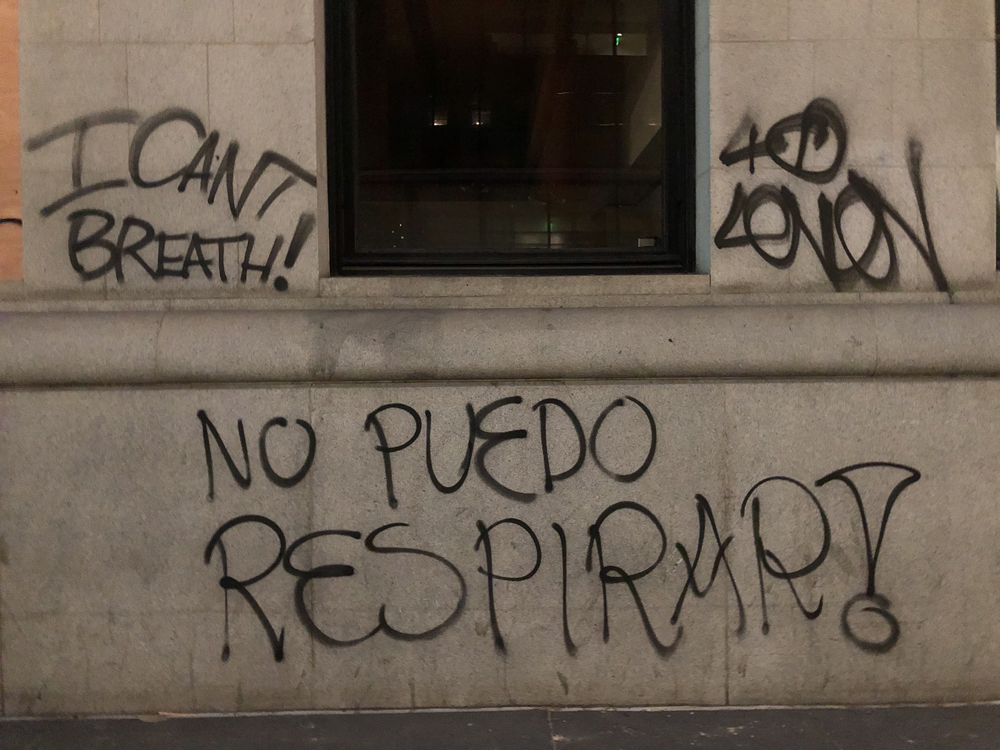
Grafiti con la frase en español: No puedo respirar! de George Floyd en Oakland (California); la mencionada frase se volvió un símbolo contra la brutalidad policial y el racismo, y más adelante contra la propia administración del presidente Donald Trump.

### Vídeo viral de un espectador
Gran parte del arresto fue grabado por un espectador y transmitido en Facebook Live.
Cuando comienza el vídeo, Floyd ya se encuentra boca abajo en el asfalto, y el agente Derek Chauvin está arrodillado sobre su cuello. Floyd dice de manera repetida "por favor" y "no puedo respirar", además de emitir gemidos y sollozos. Un espectador le comenta al policía: "Lo tienes abajo, déjalo respirar".
Otro espectador dice: "Uno de mis amigos murió de la misma manera", a lo que Floyd responde: "Voy a morir de la misma forma"; Chauvin le pide a Floyd relajarse. La policía le pregunta a Floyd: "¿Qué es lo que quieres?" a lo que Floyd contesta: "No puedo respirar". Floyd menciona: "La rodilla en mi cabeza, no puedo respirar". Alguien (identificado como uno de los policías) le dice a Floyd que "se levante y suba al coche". Floyd le responde: "Lo haré... no puedo moverme". Floyd grita: "¡Mamá!" y luego dice: "Me duele el estómago, me duele el cuello, me duele todo", y pide un poco de agua. La policía no le responde. Finalmente, Floyd ruega: "No me mates".
Un espectador menciona que Floyd sangra de la nariz. Otro dice: "Floyd no se está resistiendo al arresto". Los policías responden: "Puede hablar, está bien", lo que es negado por otro espectador. Los espectadores protestan porque la policía estaba impidiendo respirar a Floyd, insistiendo: "Sácalo del suelo... Podrías haberlo metido en el coche ahora. No se resiste al arresto ni nada. Lo estás disfrutando. Mira tu lenguaje corporal".
Floyd se queda callado e inmóvil, pero Chauvin no levanta la rodilla de su cuello. Los espectadores, angustiados, notan que Floyd "no está respondiendo" y repetidamente insisten a la policía en comprobar su pulso. Un espectador se pregunta "¿Lo han matado?".
Tras un tiempo llega una ambulancia. Chauvin no retira su rodilla hasta que los servicios médicos de emergencia colocan el cuerpo de Floyd en una camilla, la camilla es cargada a la ambulancia y se la llevan. Un espectador dice que la policía "realmente lo ha matado". El vídeo muestra a Chauvin arrodillado sobre el cuello de Floyd durante alrededor de 7 minutos o un poco más.

### Otros vídeos
Un vídeo desde un ángulo diferente mostraba a dos agentes reteniendo a Floyd en el suelo, mientras que Chauvin se arrodillaba sobre él.
La policía del parque publicó una filmación a detalle de una cámara corporal, aunque no se trataba del arresto de Floyd. El vídeo muestra a dos agentes interrogando a dos personas cerca de una tienda. Según el jefe de la policía de Park Jason Ohotto, el vídeo era de un agente a 36 metros (118 pies) de distancia del arresto de Floyd.

## Consecuencias

### Cargos
Chauvin fue arrestado el 29 de mayo, y el abogado del condado de Hennepin Mike Freeman lo acusó de homicidio de tercer grado y homicidio involuntario de segundo grado. Añadió además que anticiparía cargos a los otros tres agentes involucrados. Bajo las leyes de Minnesota, un homicidio de tercer grado es definido como causar la muerte de otra persona sin intención de hacerlo, evidenciando una mente depravada y sin respeto a la vida humana. Homicidio involuntario de segundo grado no implica intenciones letales, pero que el perpetrador realizó un riesgo irracional, o gran daño o muerte. El abogado Benjamin Crump, quien llevó el caso de parte de la familia de Floyd, solicitó cargos de homicidio en primer grado para Chauvin, lo que requiere intenciones claras de matar.
El 3 de junio, la fiscalía de Minnesota elevó a homicidio en segundo grado los cargos de acusación contra Derek Chauvin, y se presentaron cargos de complicidad e instigación contra los otros tres exagentes que se encontraban en la escena.
El 20 de abril de 2021 Chauvin fue declarado culpable de todos los cargos.

## Reacciones

### Familia y amigos

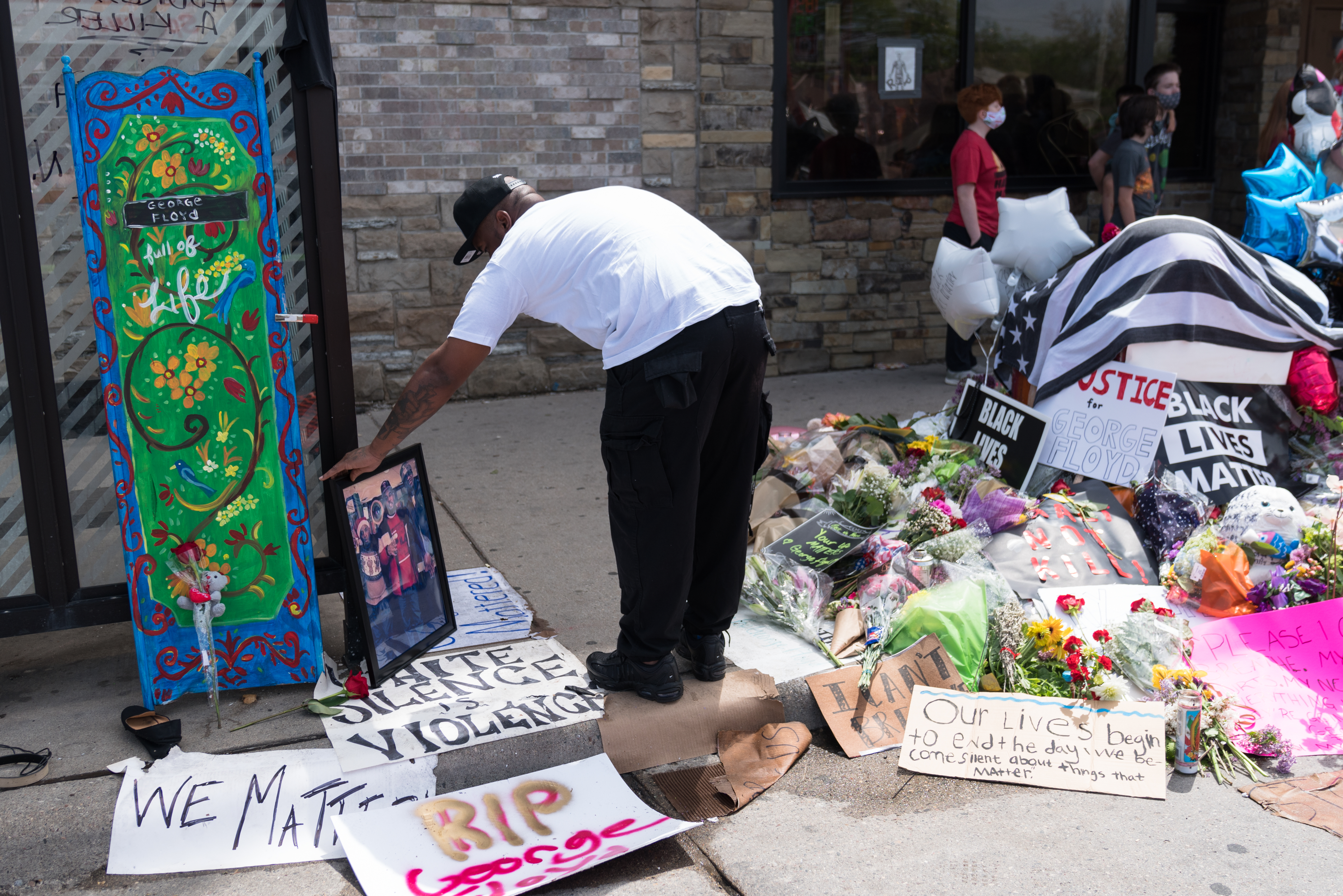
Memorial improvisado por ciudadanos cerca de la parada de autobús donde ocurrió el homicidio.

La prima de Floyd y sus dos hermanos fueron entrevistados por CNN. Su prima, Tera Brown, criticó a la policía y dijo: «Se suponía que debían estar allí para servir y proteger y no vi a ninguno de ellos levantar un dedo para hacer algo para ayudar mientras rogaba por su vida». Uno de sus hermanos se hizo eco del sentimiento, diciendo: «Podrían haberlo probado; podrían haberlo emparejado. En cambio, le pusieron la rodilla en el cuello y simplemente se sentaron sobre él y luego continuaron. Lo trataron peor que a los animales». El hermano de Floyd, Philonese, pidió paz y dijo: «Todo el mundo tiene mucho dolor ahora, por eso está sucediendo esto, estoy cansado de ver morir a los negros».
Un viejo amigo de Floyd, el exjugador profesional de baloncesto Stephen Jackson, expresó su enojo y tristeza después de su muerte, diciendo que el vídeo del arresto «simplemente me destruyó». La novia de Floyd, Courtney Ross, pidió a la comunidad que respondiera a su muerte de una manera que lo honrara. Ella dijo: «No se puede combatir el fuego con fuego. Todo simplemente arde, y lo he visto todo el día: la gente odia, odia, odia, está enojada. Y él no querría eso».
La esposa de Derek Chauvin solicitó el divorcio y expresó sus condolencias a la familia de Floyd.

### Autoridades
La concejal de la ciudad de Mineápolis, Andrea Jenkins, quien representa al distrito 8, donde ocurrió el incidente, fue citada diciendo: «Mi corazón se está rompiendo por la trágica pérdida de vidas anoche cerca de las calles 38 y Chicago. Nuestra comunidad continúa traumatizada una y otra vez de nuevo. Debemos exigir respuestas».
El alcalde de Mineápolis, Jacob Frey, dijo: «Ser negro en Estados Unidos no debería ser una sentencia de muerte. Durante cinco minutos, vimos a un agente blanco presionar su rodilla contra el cuello de un hombre negro... Cuando escuchas a alguien pidiendo ayuda, se supone que debes ayudar. Este agente falló en el sentido más básico y humano».
El día después de la muerte de Floyd, el alcalde llamó a la terminación de los agentes que respondieron «la llamada correcta». Dos días después de la muerte de Floyd, el alcalde Frey destacó la naturaleza racial de la muerte de Floyd y pidió que Chauvin fuera acusado penalmente: «Si la mayoría de las personas, particularmente las de color, hubieran hecho lo que hizo un agente de policía la noche del lunes, ya estarían tras las rejas. Por eso hoy llamo al fiscal del condado de Hennepin, Mike Freeman, para acusar al agente que lo arrestó en este caso». En una entrevista con CBS esa misma noche, se le preguntó a Frey: «¿Crees que fue un homicidio?», a lo que él respondió: «Sí».
El expresidente estadounidense Donald Trump envió sus condolencias en Twitter, diciendo que solicitó al FBI que realizara una investigación exhaustiva, y agregó: «Mi corazón está con la familia y amigos de George. ¡Se hará justicia!», y describió la muerte de Floyd como «triste y trágica». Sobre las protestas, Trump añadió: «Cualquier dificultad y asumiremos el control pero, cuando comience el saqueo, comienzan los tiroteos».

### Instituciones
La Universidad de Minnesota anunció que limitaría los lazos con el Departamento de Policía de Mineápolis y que ya no contrataría al departamento de policía local para que lo ayudara en eventos importantes.
Tres miembros de la Junta Escolar de Mineápolis presentaron una resolución en una reunión el 2 de junio proponiendo terminar su relación con el Departamento de Policía de Mineápolis.
El 5 de junio, el Cuerpo de Marines de los Estados Unidos anunció que ya no autorizaría ninguna exhibición pública de una bandera confederada en ninguna instalación. "Los eventos actuales son un claro recordatorio de que no es suficiente para nosotros eliminar los símbolos que causan división; más bien, también debemos esforzarnos por eliminar la división misma", dijo el general David H. Berger, comandante del Cuerpo de Marines.

## Legado
El 4 de junio de 2020 se celebró un servicio conmemorativo en Minneapolis con el reverendo Al Sharpton a cargo del panegírico.
La Universidad Central del Norte en Minneapolis anunció una beca conmemorativa en nombre de Floyd y desafió a otras universidades a hacer lo propio. El presidente universitario Scott Hagen anunció que, para el 4 de junio, el fondo de beca había recibido 53 000 USD en donaciones.
The Economist, que destacó a Floyd en su portada del número del 13 de junio, consideró que su legado es la promesa de una reforma social.

### Protestas de la sociedad estadounidense y memoriales

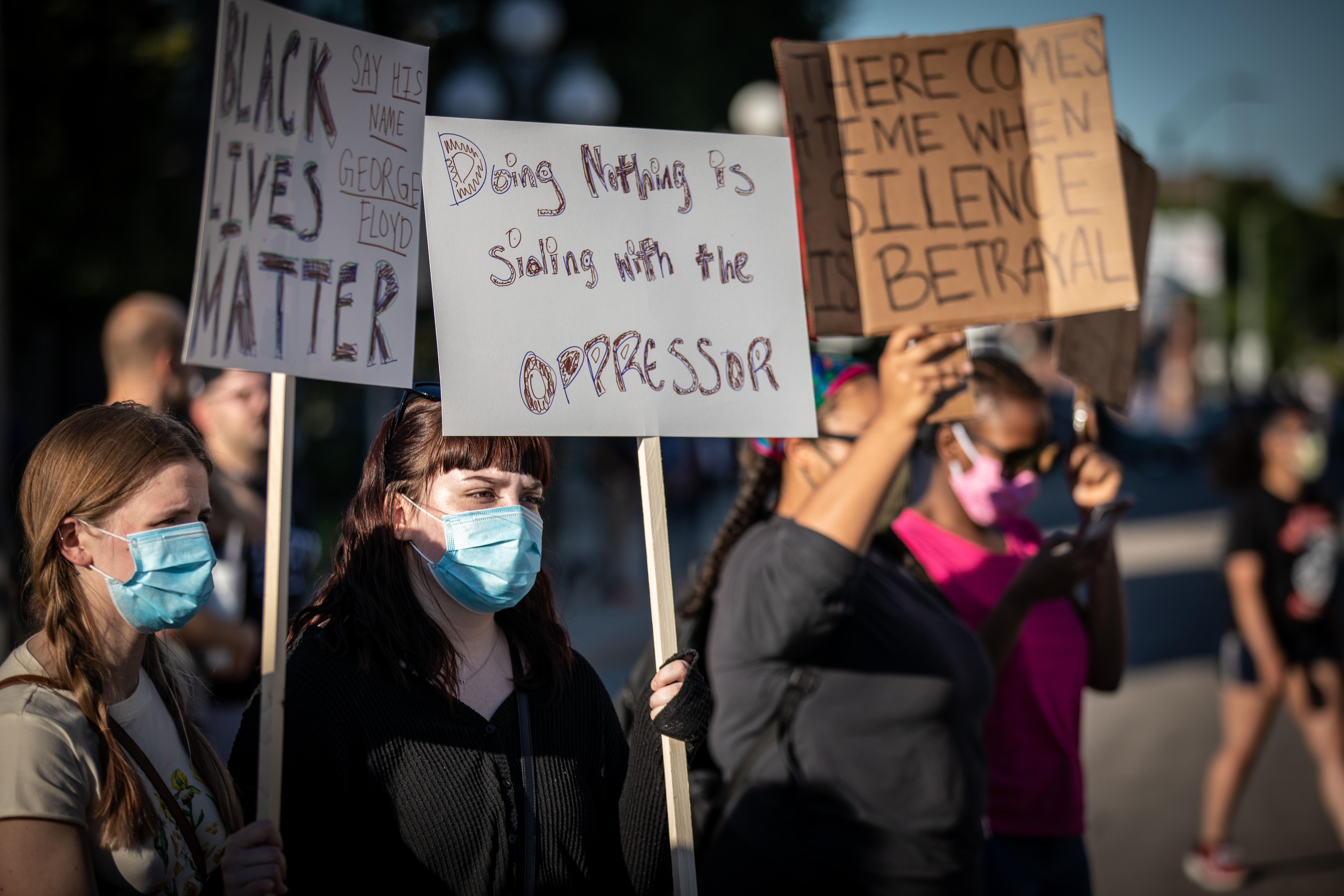
Manifestaciones por la muerte de George Floyd.

A raíz de la indignación de la comunidad de Mineápolis, la parada de autobús en la Avenida Chicago, sitio de la muerte de Floyd, se convirtió en un monumento improvisado, a lo largo del 26 de mayo, con carteles y homenajes haciendo referencia al movimiento Black Lives Matter.
A lo largo del día, más gente salió a manifestarse en contra de la muerte de Floyd, y se estima que cientos de personas asistieron a la protesta, marchando al distrito 3 de la policía de Mineápolis. Los manifestantes usaron carteles con frases como «Justicia para George», «No puedo respirar» y «Black Lives Matter».
Aunque las manifestaciones del primer día fueron inicialmente pacíficas, un reducido número de personas vandalizaron el distrito 3, rompiendo una ventana y vandalizando los vehículos de la policía. Esto llevó a los agentes de policía a contener el disturbio utilizando gas lacrimógeno y granadas aturdidoras, mientras que algunos manifestantes lanzaron rocas y otros objetos a los policías. Los policías además utilizaron balas de goma y bombas de humo en contra de los manifestantes.
El 2 de junio, la familia de Floyd anunció que un memorial público se llevaría a cabo en la Iglesia Fountain of Praise el 8 de junio en Houston, Texas, seguido de un servicio privado al día siguiente. Según estas mismas declaraciones, el exboxeador Floyd Mayweather, Jr. pagaría los servicios.
Las protestas en contra de la brutalidad de la policía y la muerte de George Floyd se expandieron por más de 30 ciudades de Estados Unidos y Canadá, incluidas Nueva York, Toronto, Los Ángeles, Denver, Columbus, Des Moines, Houston, Louisville, Memphis, Oakland, Portland, San José, Seattle, fuera de la Casa Blanca, en Washington D. C., fuera de la casa de Chauvin en Windermere, Florida, entre otros sitios más. El 30 de mayo, 15 estados y la capital del país solicitaron la presencia de la Guardia Nacional, y al menos 12 ciudades impusieron toques de queda.
También se han registrado manifestaciones en varias ciudades alrededor del mundo, como Londres, París, Berlín, Sídney y Barcelona.

### Funeral de George Floyd
Los miembros del público pudieron ver su cuerpo durante 6 horas el lunes 8 de junio en la ciudad donde creció de Floyd, Houston. Miles de personas vieron su cuerpo dentro del ataúd dorado. El martes 9 de junio se llevó a cabo un funeral privado para Floyd. El exvicepresidente de Estados Unidos y ganador de las primarias demócratas de 2020 para las elecciones presidenciales de ese año, Joe Biden, se reunió en privado con la familia Floyd y entregó un mensaje de vídeo en el funeral. Floyd fue enterrado junto a su madre fallecida dos años antes Larcenia Floyd, conocida como Cissy, en los Jardines conmemorativos de Houston en Pearland, Texas.

### Internacionales
- Reino Unido: Los parlamentarios del Partido Laborista británico, Claudia Webbe y David Lammy, criticaron la muerte de Floyd.[133][134]
- Canadá: El primer ministro canadiense, Justin Trudeau, dijo que el racismo era real y existía tanto en Estados Unidos como en Canadá. Luego incitó a los canadienses a enfrentarlo.[134]
- Ciudad del Vaticano: El papa Francisco se dirigió a la muerte de Floyd durante su oración semanal en el Vaticano el 3 de junio: "Queridos hermanos y hermanas en los Estados Unidos, he sido testigo con gran preocupación de los inquietantes disturbios sociales en su nación en estos últimos días, después de la trágica muerte del Sr. George Floyd". Añadió: "No podemos tolerar ni hacer la vista gorda ante el racismo y la exclusión de ninguna forma y, sin embargo, pretender defender lo sagrado de toda vida humana".[135]
- China: El Ministerio de Relaciones Exteriores de China, que ya había acusado a los Estados Unidos de intromisión clandestina respaldada por la CIA en las protestas anteriores en Hong Kong bajo la Fundación Nacional para la Democracia, denunció el homicidio de George Floyd con la declaración: «La muerte de George Floyd refleja la severidad de la discriminación racial y la brutalidad policial en los Estados Unidos».[136]
- Organización de las Naciones Unidas: Michelle Bachelet, alta comisionada de las Naciones Unidas para los Derechos Humanos, lo condenó como otro homicidio más de afroamericanos desarmados, pidió a Estados Unidos que tome «medidas serias» y ponga fin a la repetición de tales homicidios.[134]
- Rusia: El Ministerio de Relaciones Exteriores de Rusia dijo que los Estados Unidos tenían un historial de abuso sistemático de los derechos humanos.[134]
- Siria: La oposición siria en la zona desmilitarizada de Idlib, al norte del país árabe, compararon la brutalidad policial en los Estados Unidos con la participación de las Fuerzas Armadas Árabes Sirias y el gobierno del presidente Bashar al-Ásad en la guerra civil, así mismo las tropas opositoras pintaron murales con la cara de George Floyd en Idlib.[137]
- Turquía: El presidente turco, Recep Tayyip Erdoğan, atribuyó la muerte de Floyd a un «enfoque racista y fascista» por parte de Estados Unidos y dijo que Turquía supervisaría el tema.[138]
- Irán: El ayatolá Ali Khamenei, líder supremo de Irán, retuiteó un tuit diciendo que las personas con piel oscura se enfrentarían a la muerte «en los próximos minutos» si salían a las calles estadounidenses.[134]
- Palestina: El Comité Nacional de Boicot, Desinversiones y Sanciones, un movimiento antiisraelí palestino, ofreció solidaridad al Black Lives Matter, expresando que «como pueblos indígenas de Palestina, tenemos experiencia de primera mano con el colonialismo de los colonos, el apartheid y la violencia racista ejercida por el régimen de opresión de Israel, con el financiamiento militar y el apoyo incondicional del gobierno de los Estados Unidos».[139]
- Irlanda: El taoiseach irlandés Leo Varadkar mencionó que había una «ausencia de liderazgo moral» en los Estados Unidos tras la muerte de George Floyd.[140]
- Perú: El presidente peruano Martín Vizcarra durante una conferencia expresó que lo ocurrido con George Floyd es «una muestra de racismo y de discriminación» que debe ser rechazado, así mismo dijo que de acuerdo a lo respondido en el último censo nacional, más del 50 % de peruanos se sintieron discriminados alguna vez en su vida; por último felicitó a la comunidad afroperuana por el Día de la Cultura Afroperuana.[141]
- Unión Africana: El presidente de la Comisión de la Unión Africana, Moussa Faki Mahamat, criticó el homicidio. Las embajadas estadounidenses en África también condenaron el incidente, en una medida que los medios describieron como inusual.[142]
- India: El dalái lama, de India, mientras enseñaba a estudiantes, condenó el homicidio de George Floyd diciendo: «..Y hay algunos que incluso se enorgullecen de poder matar a alguien».[143]

### Televisión
El 1 de junio los canales de televisión Comedy Central y MTV interrumpieron sus transmisiones para emitir un mensaje de 8 minutos con 46 segundos (tiempo en el que George Floyd tardó en morir asfixiado) con una pantalla negra y un mensaje que decía: "No puedo respirar". Por su parte, el canal de Nickelodeon hizo lo mismo pero con un comunicado explícito en señal de protesta por "justicia, igualdad y derechos humanos"; el anuncio tuvo la misma duración de 8 minutos con 46 segundos.